# 苫米地義三
苫米地義三（日语：／ Tomabechi Gizō，1880年12月25日—1959年6月29日）是日本企業家和政治家。生於青森縣上北郡（今十和田市）。曾任第8任運輸大臣、第3任内閣官房長官、舊金山和約全權代表等職務。

## 經歷
1880年12月25日出生于青森縣，是家中的三男。父親苫米地金次郎是村裏有影響力的人物，曾任藤坂村第一屆村議會議員。之後他轉往北海道進行開發，於1890年以財產为抵押在後志国磯谷郡南尻別村大谷地（今蘭越町）購買土地並遷往當地 。但由於當地没有學校，因此苫米地義三直到高中畢業都一直留在青森，與家人分開了4年時間。
舊制札幌中學、東京高等工業學校（今東京工業大學）應用化學系畢業。畢業後在大阪的阿部製紙工作。此後，他作為企業家活躍於化肥和油脂行業，曾担任東北興業副總裁、大日本化肥公司（今日产化学）、第一化学工業有限公司、南部鐵道社長、全国肥料商會會長、經團聯理事、八戶銀行副行長等職務。
1946年4月10日代表日本進步黨在青森縣全縣區參選第22屆眾議院議員總選舉並當選。當時苫米地已經67歲，是當選的7人中年齡最大的。
1947年4月25日代表民主黨在青森縣第1區參選第23屆眾議院議員總選舉並當選。同年6月1日因不少議員遭遇公職追放而擔任片山內閣的運輸大臣。同年12月4日辭職。
1948年3月10日在蘆田內閣擔任無任所大臣兼內閣官房長官。同年10月15日，因昭和电工事件，蘆田內閣被迫總辭。據稱當時GHQ民生局曾設想過讓自由黨的山崎喜久一郎擔任首相一段時間後再讓位於苫米地。
1952年眾議院解散後，苫米地没有再參加眾議院議員總選舉，並以該次眾議院解散僅僅基於日本國憲法第7條，因此違反憲法为理由提起訴訟，法學界稱為「苫米地事件」。1953年當選參議院議員。
1959年6月29日逝世。

## 親屬
- 父親：苫米地金次郎（主導北海道蘭越町大谷地区的開發[2]）
- 兄：苫米地金太郎
- 兄：苫米地造酒弥（在京城府經商[2][5]）
- 弟：苫米地四楼（日语：苫米地四楼）（陸軍少将）

根據政治學家藤本一美考證，苫米地家是關東管領上杉憲政的後裔，而山内上杉流苫米地家向上可追溯到中臣鎌足。

## 外部連結
- . kotobank （日语）.